# Beroepsvaart
Beroepsvaart is de term die wordt gebruikt om het verschil aan te geven met de pleziervaart, ook wel recreatievaart genoemd. In de beroepsvaart vaart men voor zijn beroep of bedrijfsmatig, anders dan bij pleziervaart. 

## Zeevaart
De beroepen in de zeevaart kunnen zijn:
- kapitein
- marof (maritiem officier)
- stuurman
- machinist
- marconist (komt weinig meer voor)
- matroos
- deksman
- olieman

## Binnenvaart
De beroepen in de binnenvaart kunnen zijn:
- kapitein of schipper
- stuurman
- machinist
- volmatroos
- matroos-motordrijver
- matroos
- lichtmatroos
- deksman

Bron: Binnenvaartwet
Om in de beroepsvaart te mogen werken moet iemand de juiste papieren hebben. In de binnenvaart moet een schipper of kapitein van een schip boven een bepaalde lengte of dat meer dan 12 passagiers buiten de bemanning vervoert, evenals van sleepboten, het vaarbewijs of Rijnschipperspatent hebben. Een stuurman, machinist, volmatroos, matroos-motordrijver, matroos, lichtmatroos of deksman hebben een dienstboekje, als ze (nog) geen (beperkt) groot vaarbewijs of Rijnschipperspatent hebben. Het dienstboekje dient voor personen die een patent of vaarbewijs willen verkrijgen en ook voor het aantonen van vaartijd en scheepsreizen op de Rijn en op andere vaarwegen.

## Varen
In wet en regelgeving wordt rekening gehouden met het feit dat beroepsvaart in principe altijd haast heeft, want daar geldt het criterium "tijd is geld". Vaak meent de beroepsvaart echter onterecht voorrang te hebben op de pleziervaart. In de binnenvaart geldt bijvoorbeeld dat indien een groot schip en een klein schip elkaar op tegengestelde koersen naderen, zodanig dat gevaar voor aanvaring bestaat, moet, ingeval geen der schepen de stuurboordzijde van het vaarwater volgt, het kleine schip voorrang verlenen aan het grote schip. En meestal, maar zeker niet altijd, zijn schepen in de beroepsvaart groter dan die in de pleziervaart. Maar als het kleine schip stuurboordzijde van het vaarwater houdt, heeft het voorrang. Met uitzondering in het Rijnvaart Politie Reglement, daar heeft de beroepsvaart altijd voorrang.
Schippers in de beroepsvaart dienen bij de doorvaart van sluizen, waar geldt dat wie het eerst komt het eerst schut, desgewenst voorrang te vragen. De ervaring leert dat veel beroepsschippers daar moeite mee hebben.